# Philip Zimmermann
Pour les articles homonymes, voir Zimmermann.
Philip Zimmermann, né le 12 février 1954 à Camden dans le New Jersey, est un ingénieur informaticien américain. Il est reconnu comme étant le créateur du Pretty Good Privacy (PGP), un logiciel de chiffrement du courrier électronique qui est aujourd'hui le plus utilisé au monde.

## Biographie

### Formation
Philip R. Zimmmermann naît le 12 février 1954 à Camden dans le New Jersey. Il obtient un BSc en informatique auprès de la Florida Atlantic University de Boca Raton en 1978. Dans les années 1980, Zimmermann a travaillé à Boulder (Colorado) en tant qu'ingénieur logiciel, en parallèle de quoi il était analyste de la politique militaire américaine au profit de la Nuclear Weapons Freeze Campaign.

### Pretty Good Privacy
Philip Zimmermann a été le premier à mettre à la disposition du public un logiciel de chiffrement facilement utilisable fondé sur la technique de la clé asymétrique (ou clé publique). Cela lui valut une enquête criminelle de trois ans de la part des Douanes américaines, au prétexte d'avoir violé les restrictions sur l'exportation de logiciels de cryptographie en diffusant PGP dans le monde entier (PGP avait été publié en 1991 sur le web comme logiciel libre).
La toute première version de PGP comprenait un algorithme de chiffrement, BassOmatic, développé par Zimmermann.
En 1995, Philip Zimmermann publie PGP Code Source and Internals, un livre qui a pour vocation première de contourner les ennuis judiciaires en y écrivant la démarche à suivre pour pouvoir utiliser son logiciel libre.
La procédure judiciaire finit par être classée sans suite début 1996, sous la pression des banques d'après certaines sources (qui n'ont plus besoin de protéger les données communiquées aux clients), bien que ce ne soit pas la raison donnée par Zimmermann lui-même. PGP Inc., la société fondée par Zimmermann, est rachetée par Network Associates en décembre 1997, un an après sa création. Le créateur de PGP est resté trois ans dans l'entreprise en tant que senior fellow.
En 2002, PGP a été achetée à Network Associates par une société dénommée PGP Corporation (en), dans laquelle Zimmermann exerce une fonction de conseiller et de consultant. Huit ans plus tard, PGP est racheté par Symantec.

### Zfone
Il crée Zfone (en), un logiciel de chiffrement de communication de téléphonie sur Internet au standard ouvert SIP, fonctionnant en P2P, en 2006.

### Silent Circle
En 2012, il crée avec Jon Callas l'entreprise Silent Circle,, qui commercialise deux logiciels de cryptage des communications entre deux téléphones mobiles (Silent Phone et Silent Text) basés sur le protocole ZRTP dont il a contribué à l'élaboration.
En octobre 2013, Zimmermann et d’autres employés clés de Silent Circle se sont associés au fondateur de Lavabit, Ladar Levison, pour créer Dark Mail Alliance (en). L’objectif de l’organisation est de travailler sur un nouveau protocole pour remplacer PGP qui permettrait de chiffrer les métadonnées des courriel, ce que PGP n’est pas capable de faire.
Philip collabore en 2014 à la création du Blackphone (en), un téléphone protégé par cryptage destiné au grand public.

### Autres activités
Zimmermann est un partenaire du Center for Internet and Society de la Stanford Law School (en) rattachée à l'Université Stanford.

## Distinctions
Zimmermann a reçu de nombreuses distinctions pour son travail majeur dans le domaine de la cryptographie :
- 1995 : Newsweek nomme Zimmermann membre des "Net 50", les 50 personnes les plus influentes sur Internet[1].
- 1995 : Chrysler Design Award (en) for Innovation et le Pioneer Award de l’Electronic Frontier Foundation pour son travail sur PGP[réf. souhaitée].
- 1996 : Norbert Wiener Award for Social and Professional Responsibility pour avoir partagé publiquement PGP et favorisé l’utilisation responsable de la technologie[11].
- 1998 : Prix de l’excellence de la part du magazine Secure Computing Magazine.
- 1999 : Prix Louis Brandeis de Privacy International pour son travail sur le cryptage des données de communication.
- 2000 : Dans le classement des "Top 10 Innovateurs en E-business" d'InfoWorld[12].
- 2001 : Zimmermann est intronisé au Industry Hall of Fame du CRN[13].
- 2003 : Nommé "Héros de la Liberté" par Reason[14].
- 2006 : PGP est classé 9e parmi les 25 produits les plus influents et innovants introduits depuis l’invention du PC en 1981 par le magazine eWeek (en)[15].
- 2008 : Nommé parmi les "Top 50 Tech Visionaries" des 50 dernières années par PC World[16].
- 2012 : Nommé parmi les plus grands contributeurs à Internet et intronisé dans l'Internet Hall of Fame[17].
- 2018 : Intronisé au Hall of Fame de l'Information Systems Security Association (en) (ISSA) le 16 octobre[18].

Le livre Histoire des codes secrets de Simon Singh, publié en 1999, consacre un chapitre entier à Zimmermann et PGP.  En 2022, Steven B. Johnson a fait une biographie de la vie et des innovations de Zimmermann dans un article publié par Hidden Heroes intitulé "The Crypto Wars: How Philip Zimmermann Fought for Our Right to Privacy".

## Citation
« If privacy is outlawed, only outlaws will have privacy. »
« Si la vie privée est mise hors la loi, seuls les hors-la-loi auront une vie privée. »

## Publications
- The Official PGP User's Guide, MIT Press, 1995[21].
- PGP Source Code and Internals, MIT Press, 1995[22].